# مقاطعة ليك (داكوتا الجنوبية)
ليك (بالإنجليزية: Lake)‏ هي إحدى مقاطعات ولاية داكوتا الجنوبية في الولايات المتحدة الأمريكية.